# Švenčionėliai
Švenčionėliai (deutsch Neuschwintzen) ist eine Stadt und Zentrum des gleichnamigen Landamtes der Rajongemeinde Švenčionys im Osten Litauens, zehn Kilometer westlich von Švenčionys gelegen. Durch die Stadt fließt der Fluss Žeimena.

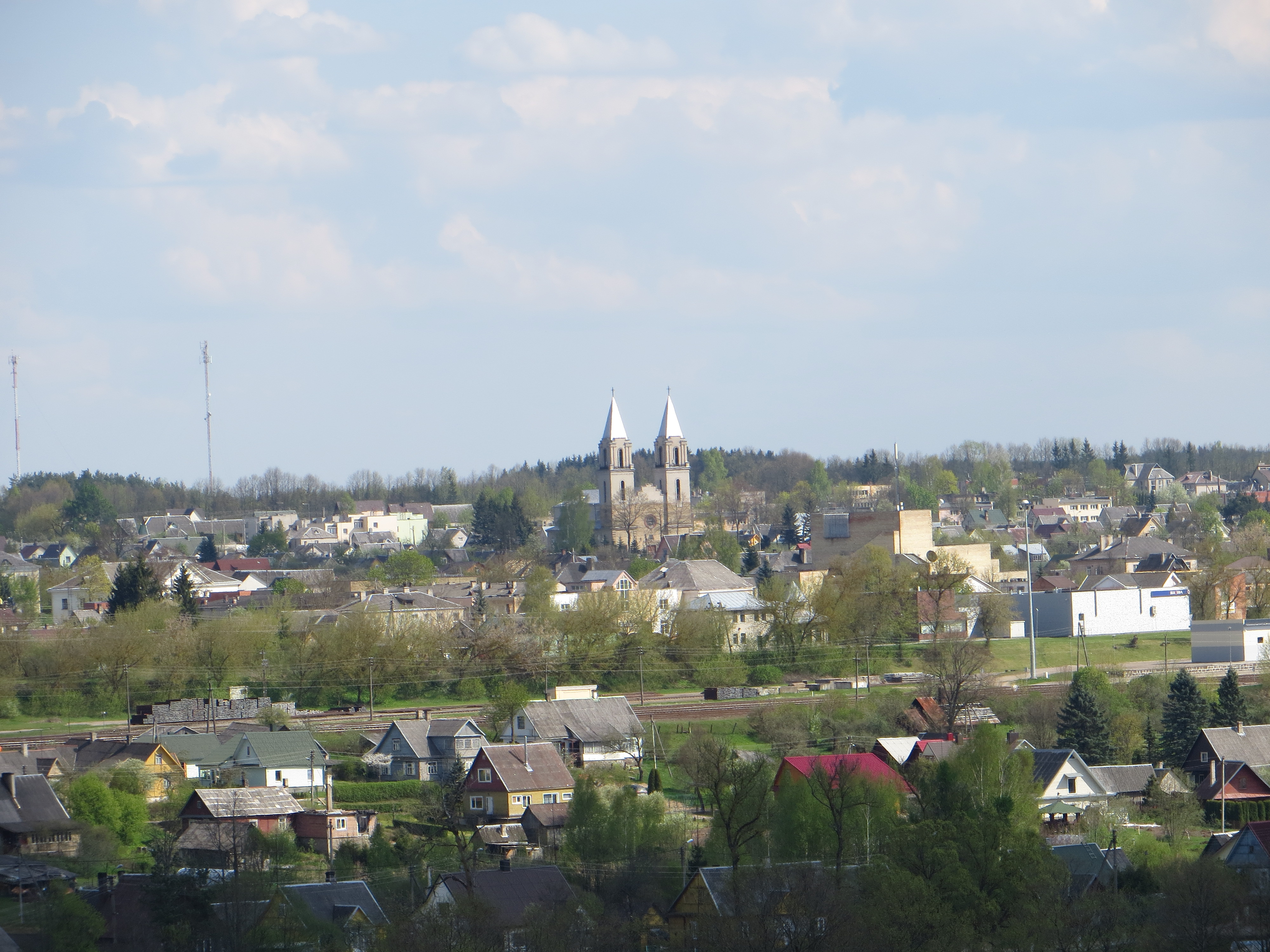
Blick auf Švenčionėliai

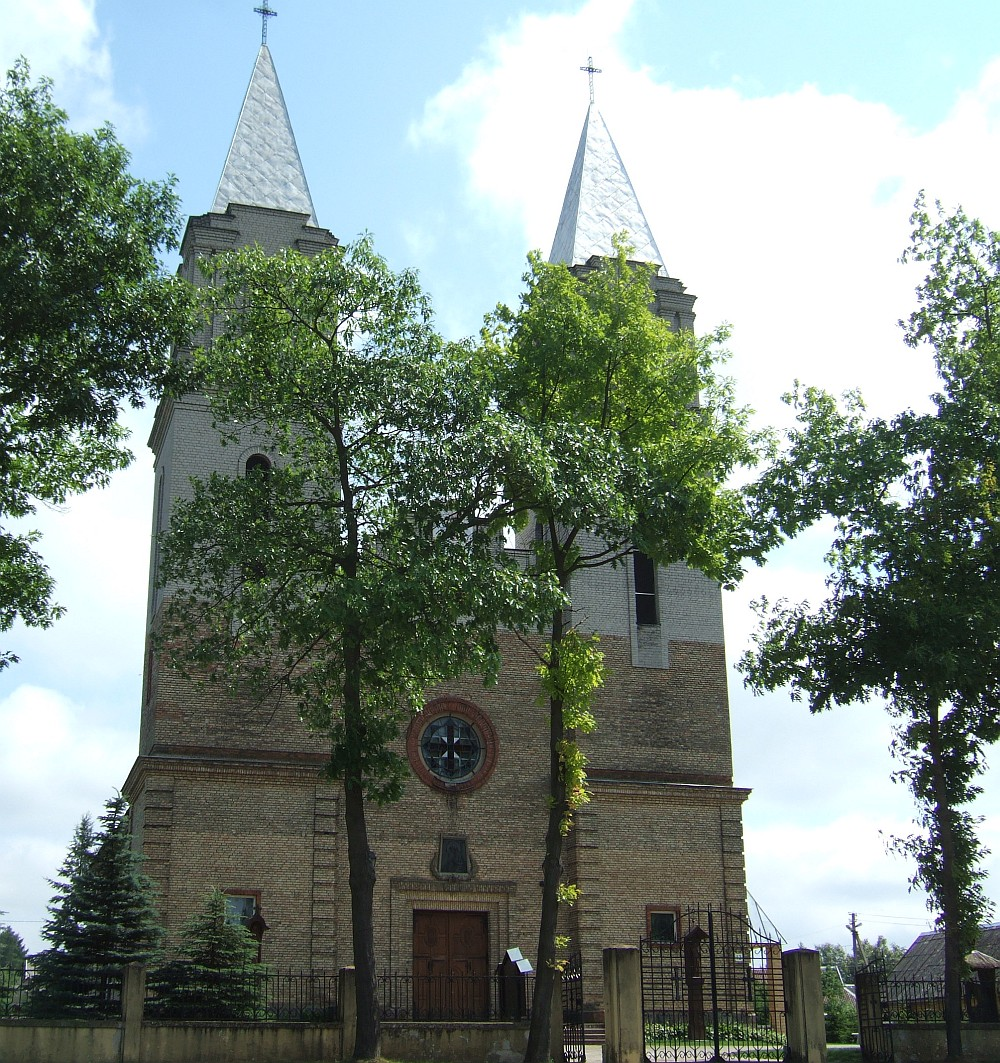
Katholische Kirche

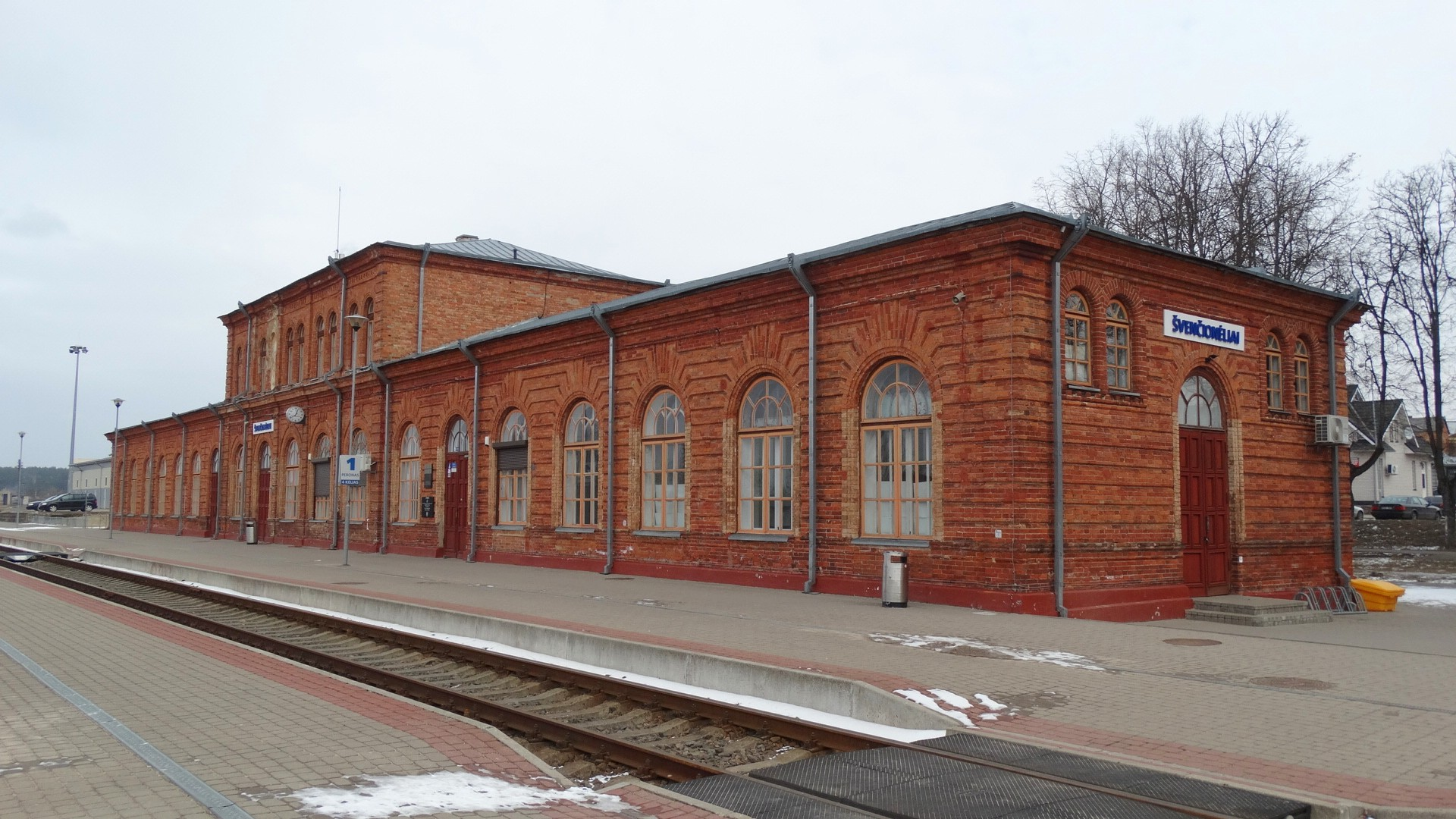
Bahnhof Švenčionėliai

## Geschichte
Eine erste Erwähnung des Ortes liegt vom Ende des 17. Jahrhunderts vor. 
Der Bahnhof Švenčionėliai an der Petersburg-Warschauer Eisenbahn wurde von 1895 bis 1899 errichtet.
1920 bekam Švenčionėliai das Stadtrecht eingeräumt, was 1939 bestätigt wurde. Von 1929 mit Unterbrechungen bis 1959 wurde die katholische Kirche der Jungfrau Maria Sopulinga erbaut. 1996 bestätigte der litauische Präsident das Stadtwappen.
In der Stadt lebten vor dem Zweiten Weltkrieg etwa 900 Juden, das war mehr als die Hälfte der Bevölkerung. Nach der deutschen Besetzung am 24. Juni 1941 kam es zu einem Massaker an 43 Juden durch die litauische Polizei. Im September 1941 wurde ein Zwangsghetto eingerichtet, die Insassen wurden Ende desselben Monats in ein anderes Lager deportiert und dort ermordet.

## Söhne und Töchter
- Artūras Driukas (* 1961),  Richter
- Virgilijus Šironas (* 1958), Politiker, Bürgermeister von Molėtai